# French Connection 2
Pour les articles homonymes, voir French Connection (homonymie).
Série
French Connection
(1971)
Pour plus de détails, voir Fiche technique et Distribution.
French Connection 2 ou La Filière française 2 au Québec est un film américain réalisé par John Frankenheimer et sorti en 1975. Il fait suite à French Connection de William Friedkin, sorti en 1971.
À sa sortie, French Connection 2 reçoit globalement de bonnes critiques et est un succès commercial.

## Synopsis

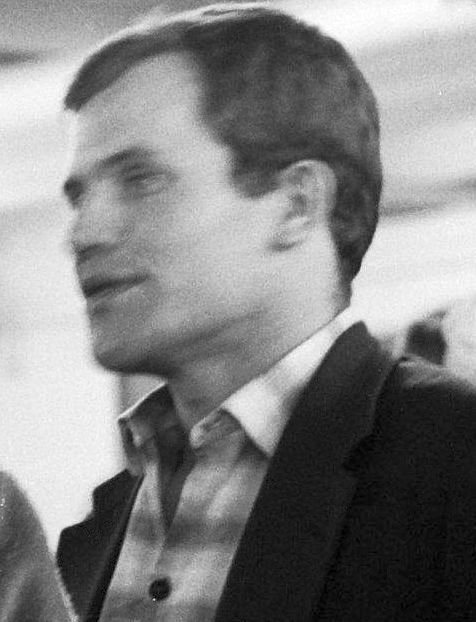
Bernard Fresson, l'inspecteur français Henri Barthélémy.

« Popeye » Doyle, l'implacable policier new-yorkais, est toujours à la poursuite du trafiquant de drogue français Alain Charnier, dont il vient de démanteler le réseau américain. Il est le seul à pouvoir l'identifier. Arrivé à Marseille, il prend contact avec l'inspecteur Barthélémy mais est accueilli plutôt fraîchement par ses homologues français qui lui interdisent notamment de porter une arme. Esseulé, parlant mal français, il poursuit néanmoins son enquête avec obstination, sans se rendre compte que la police française se sert de lui comme appât pour piéger Charnier.

## Fiche technique
Sauf indication contraire, les informations mentionnées dans cette section peuvent être confirmées par la base de données cinématographiques IMDb,  présente dans la section « Liens externes ».
- Titre français : French Connection 2
- Titre québécois : La Filière française 2
- Titre original : French Connection II
- Réalisation : John Frankenheimer
- Scénario : Robert Dillon, Laurie Dillon et Alexander Jacobs, avec la participation non créditée de Pete Hamill[2]
- Son : Bernard Bats, Bernard Rochut
- Musique : Don Ellis
- Directeur de production : Roger Debelmas, Pierre Saint-Blancat
- Directeur de la photographie : Claude Renoir
- Décors : Jacques Saulnier
- Costumes : Jacques Fonteray
- Réalisateur 2e équipe : Marc Monnet
- Assistants réalisateur : Bernard Stora, Thierry Chabert, Pierre Tatischeff
- Effets spéciaux : Logan Frazee
- Cascades : Hal Needham
- Montage : Tom Rolf
- Production : Robert L. Rosen
- Société de production : Twentieth Century Fox
- Distribution : Twentieth Century Fox (États-Unis)
- Langues originales : anglais  et français
- Pays de production :  États-Unis
- Genre : policier, action
- Durée : 119 minutes
- Dates de sortie[3] :
  - États-Unis : 18 mai 1975 (New York), 21 mai 1975 (sortie nationale)
  - France : 6 août 1975
  - Royaume-Uni : 28 septembre 1975
  - Interdit aux moins de 12 ans lors de sa sortie en salles[Où ?]
- Affiche : René Ferracci (France)

## Distribution
- Gene Hackman (VF : Georges Aminel) : l'inspecteur James R. « Popeye » Doyle
- Fernando Rey (VF : René Arrieu) : Alain Charnier
- Bernard Fresson (VF : lui-même) : l'inspecteur Henri Barthélémy
- Philippe Léotard (VF : lui-même) : Jacques
- Ed Lauter (VF : Marc Cassot) : le général William Brian
- Charles Millot (VF : lui-même) : l'inspecteur Miletto
- Jean-Pierre Castaldi (VF : lui-même) : l'inspecteur Raoul Diron
- Cathleen Nesbitt : la vieille dame à l'hôtel des Colonnades
- Raoul Delfosse : le capitaine hollandais
- Ham-Chau Luong : le capitaine japonais
- Jacques Dynam (VF : lui-même) : le commissaire Delacroix
- Malek Kateb (VF : Marc de Georgi) : le chef algérien
- Patrick Floersheim : Manfredi
- Samantha Llorens : Denise
- André Penvern : le barman
- Pierre Collet : le vieux policier surveillant Doyle
- Alexandre Fabre : le jeune policier surveillant Doyle
- Jean-Pierre Zola : le policier trapu
- Manu Pluton : le flic infiltré arabe poursuivi par Doyle
- Roland Blanche : le petit homme brun que Doyle interroge (non crédité)
- Philippe Brizard : le chauffeur de taxi (non crédité)
- Paul Mercey : un policier (non crédité)
- Hal Needham : le kidnappeur de Doyle (non crédité)
- Patrick Bouchitey (non crédité)
- Sylvaine Charlet : une cliente du café-bar où Doyle commande un whisky

## Production

### Genèse et développement
John Frankenheimer succède à William Friedkin pour réaliser cette suite. En 1974, le réalisateur, qui a vécu quelques années en France, indique être séduit par le script : « J'aime le script, j'aime les personnages, j'aime le personnage de [Gene] Hackman en France sans parler un mot de français. C'est un film cependant très difficile car nous ne voulons pas copier le premier film, qui est l'un des meilleurs films que j'ai vu. Je veux faire un film qui fonctionne comme son propre film ». Le cinéaste admet par ailleurs tourner ce film après l'échec commercial de ses précédents films, notamment L'Impossible Objet.
Le scénario est écrit par Robert Dillon, Laurie Dillon et Alexander Jacobs. Pete Hamill participe comme script doctor.

### Casting
Gene Hackman est d'abord réticent à reprendre son rôle, pensant qu'il s'est passé trop de temps depuis la sortie du premier film et que cette suite ne rencontrera pas le succès. Tout comme Le Parrain, 2e partie (1974), le film est par ailleurs l'une des premières suites à inclure le numéro 2 dans son titre, une pratique plutôt rare à l'époque.
Comme dans le précédent opus, l'homme de main d'Alain Charnier est joué par un Français (ici Philippe Léotard).

### Tournage
Le tournage se déroule de juillet à octobre 1974, principalement à Marseille (quais du port, rue des Catalans, quai des Belges, cours Belsunce, Canebière, L'Estaque, fort Saint-Jean, rue Colbert, ...). Une scène est tournée à Cassis (avenue De L'Amiral Ganteaume). La scène où Popeye sort boire un whisky est quant à elle tournée à Paris, au café-bar Le Florida, rue de la Gaîté dans le 14e arrondissement.
Pour les besoins du tournage, les ateliers de la RATVM (Régie des transports de Marseille) recréent un trolleybus ELR à partir d'un autobus PLR sous la direction de Pierre Gare, qui est nommé pour régler les trucages ainsi que la coordination des effets pyrotechniques. Sont greffées des perches, ainsi que tous les accessoires et décorations d'un véritable trolleybus du réseau (il porte le No 277). Mais, pour des raisons de sécurité en cours de tournage (circulation intensive), certaines scènes doivent être tournées dans des portions de rues (rue Colbert, ancien terminus des lignes des quartiers Nord 25, 26 et 28) où des lignes d'alimentation des trolleybus sont en place mais non alimentées en électricité.
On peut voir lors d'un plan, à l'arrêt au feu rouge, le trolleybus vu de derrière dégager une épaisse fumée bleue... C'est normal pour un Berliet PLR mû par un moteur Diesel mais pas pour ce qui est censé être un trolleybus[réf. souhaitée].

## Accueil
Le film reçoit des critiques globalement positives. Sur l'agrégateur américain Rotten Tomatoes, il récolte 76% d'opinions favorables pour 25 critiques et une note moyenne de 6,51⁄10. Sur Metacritic, il obtient une note moyenne de 68⁄100 pour 9 critiques.
Le célèbre critique Roger Ebert du Chicago Sun-Times donne au film la note de 2,5⁄4 et écrit notamment « Si Frankenheimer et son scénario ne rendent pas justice au personnage [principal], ils rendent au moins justice au genre, et c'est bien mieux que la plupart des films policiers copies qui ont suivi la sortie de French Connection ».
Côté box-office, le film récolte 12 484 444 $ aux États-Unis. En France, il attire 759 147 spectateurs en salles.
En 2009, le magazine britannique Empire classe French Connection 2 à la 19e place du classement des meilleures suites de films.

## Distinctions
Le film reçoit trois nominations mais aucune récompense :
- Golden Globes 1976 : meilleur acteur dans un film dramatique pour Gene Hackman
- British Academy Film Awards 1976 : meilleur acteur pour Gene Hackman (également pour La Fugue)
- Writers Guild of America Awards 1976 : meilleur scénario original

## Suite
Après la sortie du film, la Fox projette de faire un troisième film. Gene Hackman doit y reprendre son rôle de Popeye, faisant équipe avec un personnage incarné par Richard Pryor. Prévu pour 1979, le film ne sera jamais produit.
En 1986 Peter Levin réalise une troisième suite Manhattan Connection (titre original Popeye Doyle) destinée à la télévision et devant servir de pilote pour une série qui ne fut pas produite. Le rôle de Popeye Doyle est interprété par Ed O'Neill.